# 펠릭스 우푸에부아니
펠릭스 우푸에부아니(프랑스어: Félix Houphouët-Boigny, 1905년 10월 18일~1993년 12월 7일)는 코트디부아르의 정치인으로, 코트디부아르의 초대 총리·대통령을 지냈다. 독립 운동을 주도하고 코트디부아르의 경제를 발전시켰으며, 파파 우푸에(Papa Houphouët) , 르 비유(Le Vieux) 라고 불리기도 한다. 야무수크로 출신이다.

## 인물과 경력

### 독립 이전
야무수크로 출신으로, 반식민주의자·반인종차별주의자로서 1944년, 유럽인 농장주들의 횡포에 불만을 품은 아프리카 농민들의 이권을 보호하고, 개선된 노동 조건, 더 높은 임금, 강제 노동 폐지 등을 요구하기 위한 조직인 아프리카 농업 조합 (Syndicat agricole africain, SAA) 을 설립하였다.
1945년 프랑스에서 제4공화국이 출범하자, 식민지의회 의원에 당선되었으며, 1946년 프랑스령 서아프리카 및 프랑스령 적도 아프리카의 정치인들과 결속을 다지고, 아프리카 민주 연합 (RDA) 을 창당하여 당 지도자가 되었다. 이 때에 코트디부아르 지부로 코트디부아르 민주당 (Democratic Party of Côte d'Ivoire, PDCI)를 설립하고 당 지도자가 되어, 코트디부아르의 독립 운동을 주도하였다.

### 독립 이후
독립이 현실화 되면서, 우푸에부아니는 프랑스령 각 식민지의 분리 독립을 주장했으며, 범아프리카주의와 프랑스령 서아프리카 연합의 독립을 주창하면서 프랑스령 수단(지금의 말리)의 모디보 케이타와 입장 차이를 보였다. 한편 오트볼타의 모리스 야메오고는 우푸에부아니를 지지하고, 세네갈의 레오폴 세다르 상고르는 케이타를 지지해 대립 양상을 띠었으나, 결국 우푸에부아니의 승리로 끝나면서 1960년, 코트디부아르를 비롯한 프랑스 식민지 국가들은 잇따라 독립하였다.
우푸에부아니는 1960년 코트디부아르의 독립 이후, 코트디부아르 민주당의 일당 독재 체제를 확립하고 정적들을 탄압하는 한편, 프랑스와 긴밀한 관계 (친불 정책) 을 유지하고, 친서방 성향의 정책을 계속해서 펼쳤다.
그는 경제적으로 중요한 산업인 카카오의 생산 유통을 관리하고, 카카오 수출 안정화 기금을 마련해 수출 가격을 안정시켰으며, 또 카카오 농장의 개척을 장려해 오트볼타 (지금의 부르키나파소), 말리 등 이웃 국가에서 이민을 받아들여 적극적인 생산 확대에 나섰다. 이러한 과정을 통해서 1980년대까지 코트디부아르의 경제는 혼란에 있었던 이웃 국가들과는 다르게 순조롭게 성장해, 연평균 8%의 높은 경제 성장률을 보였고, 이는 "코트디부아르의 기적"으로 불리며 높이 평가되었다.
하지만 카카오에 과도하게 의지해 단작 경제화 국가가 된 코트디부아르는, 1980년대 이후 카카오의 과잉 생산으로 경제 기반이 무너지고, 사회 불안이 증가하게 되었다. 이 상황에서 우푸에부아니는, 자신의 고향에 새로운 수도 야무수크로를 건설했으나, 성당을 비롯한 거대한 건축물이 즐비한 도시에 불과했으며, 수도 기능은 여전히 옛 수도 아비장에 있었다. 어려운 경제 상황과 더불어 국고의 낭비로 코트디부아르의 국력은 피폐해 갔다.
1990년 복수 정당제에 따른 최초의 대통령 선거가 열려 우푸에부아니는 7선에 성공했으나, 임기 중인 1993년 사망하였다. 우푸에부아니 사후, 그가 추진했던 정책의 모순이 표면화되었고, 부르키나파소 이민자와 코트디부아르인의 충돌, 경제 침체 외, 후계자로 간주되었던 앙리 코낭 베디에의 무능함으로 인해, 우푸에부아니를 중심으로 형성된 코트디부아르의 질서는 붕괴되었다. 계속되는 혼란 속에서 코트디부아르는 내전 상황에 치닫게 되었다.

## 역대 선거 결과
| 선거명      | 직책명                | 대수 | 정당                                | 득표율  | 득표수      | 결과 | 당락 |
| ----------- | --------------------- | ---- | ----------------------------------- | ------- | ----------- | ---- | ---- |
| 1960년 선거 | 코트디부아르의 대통령 | 1대  | 코트디부아르민주당‐아프리카민주연합 | 100.00% | 1,641,352표 | 1위  |      |
| 1965년 선거 | 코트디부아르의 대통령 | 1대  | 코트디부아르민주당‐아프리카민주연합 | 100.00% | 1,867,605표 | 1위  |      |
| 1970년 선거 | 코트디부아르의 대통령 | 1대  | 코트디부아르민주당‐아프리카민주연합 | 100.00% | 2,003,046표 | 1위  |      |
| 1975년 선거 | 코트디부아르의 대통령 | 1대  | 코트디부아르민주당‐아프리카민주연합 | 100.00% | 2,404,905표 | 1위  |      |
| 1980년 선거 | 코트디부아르의 대통령 | 1대  | 코트디부아르민주당‐아프리카민주연합 | 100.00% | 2,795,150표 | 1위  |      |
| 1985년 선거 | 코트디부아르의 대통령 | 1대  | 코트디부아르민주당‐아프리카민주연합 | 100.00% | 3,516,524표 | 1위  |      |
| 1990년 선거 | 코트디부아르의 대통령 | 1대  | 코트디부아르민주당‐아프리카민주연합 | 81.68%  | 2,445,365표 | 1위  |      |